# Desdèmona (Bonis)
Desdèmona, op. 101, és una composició musical de Mel Bonis, per a piano, escrita el 1913. L'obra, dedicada a Paul Locard, fou publicada el mateix any per Éditions Alphonse Leduc i reeditada el 2004 per Furore .

## Anàlisi
Desdémona forma part d'un conjunt d'obres que descriuen set figures femenines de la mitologia o la literatura amb destí llegendari, inspiradores de la compositora. Aquestes peces mostren figures arquetípiques de les diferents dones i permeten una reflexió en torn a quin lloc ocupen i quin destí els espera.
El cicle fou recollit de forma pòstuma per la seva besneta Christine Géliot en una suite titulada « Femmes de légénde (dones de llegenda) 1909-1922 », que també inclou Mélisande, Ophélie, Salomé, Viviane, Phoebe, Écho, Cléopatra i Omphale.
A l'epígraf de la partitura, la compositora anota els dos primers versos de la traducció del « cant del salze » de Maurice Bouchor, cantada pel personatge Desdémona a l'obra « Othello or the Moor of Venice » (ca. 1603) de William Shakespeare: “La pobre ànima segué suspirant al peu d'un sicòmor, canteu tot al salze verd”.
Bonis converteix el cant en forma de lament de la dona que assassinarà Otelo en una mena de 'romança sense paraules' a partir d'una ornamentada melodia, interrompuda i melancòlica. François de Médicis observa que la senzillesa de la construcció de l'obra, a partir d'una trista cantilena de caràcter folklòric, té una funció poètica.
El balanceig de l'acompanyament i la melodia de la mà dreta ens situen en el compàs ternari indicat a l'inici de l'obra. L'estructura es forma de tres seccions clarament delimitades, ABA', on la secció central és dues vegades més gran que les altres dues seccions i la secció final és una repetició variada d'A .
A l'obra de Shakespeare, Desdèmona, sospitosa d'adulteri, espera l'arribada del seu marit gelós que pretén assassinar-la. La línia melòdica principal imita aquesta cançó de Desdèmona, mentre que l'acompanyament evoca el murmuri del corrent d'aigua esmentada en la lletra de la cançó. En el transcurs de la peça sembla que apareix l'episodi en què Desdèmona, interrompuda enmig del seu cant, pregunta a la seva sirventa Emília, qui truca a la porta. Aquesta li respon que només és el so del vent. Els compassos 83-84 i 85-87 presenten, doncs, una harmonia inestable, mentre la llarga línia de semicorxeres arrenca a la part superior del teclat i desfila cap als greus abans de pujar al registre agut.

## Discografia
- Bonis: "L'àngel de la guarda" (Obres per a piano / Els compositors, Vol. 1), Laurent Martin (piano), Ligia, 2007.